# Robert Kramer (Filmemacher)
Robert Kramer (* 22. Juni 1939 in New York City, New York; † 10. November 1999 in Rouen, Frankreich) war ein US-amerikanischer Dokumentarfilmer, Schauspieler und Drehbuchautor.

## Leben
Kramer studierte Philosophie und westeuropäische Geschichte am Swarthmore College und an der Stanford University. In den 1960er Jahren gehörte er der radikalen Linken an. Er zählte 1967 zu den Gründern des Filmkollektivs „Newsreel“. 1969 drehte Kramer zusammen mit Norman Fruchter und John Douglas in Nordvietnam People's War. Die negative Utopie Ice visualisierte 1970 die Ängste der radikalen Linken vor einem neuen Faschismus, eindrucksvoll symbolisiert in der Kastration eines Revolutionärs.
Seit den frühen 1980er Jahren lebte Kramer in Europa.

## Filmografie (Auswahl)
- 1965: FALN
- 1969: The People’s War
- 1970: Ice
- 1975: Milestones
- 1977: Scenes from the Class Struggle in Portugal
- 1980: Guns
- 1981: La naissance
- 1982: Der Stand der Dinge
- 1982: À toute allure
- 1984: Unser Nazi (Notre nazi)
- 1985: Diesel
- 1986: Un plan d’enfer
- 1987: Doc’s Kingdom
- 1989: Route One/USA
- 1990: Berlin 10/91
- 1991: Amnesty International – Schreiben gegen das Vergessen (Contre l’oubli)
- 1992: La roue
- 1993: Ausgangspunkt (Point de départ)
- 1996: Walk the Walk
- 1996: Der Mantel (Le manteau)
- 1997: Ghosts of electricity
- 1998: Meine Heldin (L’ennui)
- 1999: Cités de la plaine

## TV-Film
- Richard Copans: Looking for Robert. Les Films Hatari / Les Films d’Ici für Arte France, 2024.[1]